# Microcyba affinis
Espèce
Microcyba affinis est une espèce d'araignées aranéomorphes de la famille des Linyphiidae.

## Distribution
Cette espèce est endémique d'Ouganda.

## Publication originale
- Holm, 1962 : The spider fauna of the East African mountains. Part I: Fam. Erigonidae. Zoologiska Bidrag Från Uppsala, vol. 35, p. 19-204.